# Potamonautes granularis
Potamonautes granularis is een krabbensoort uit de familie van de Potamonautidae. De wetenschappelijke naam van de soort is voor het eerst geldig gepubliceerd in 1998 door Daniels, Stewart & Gibbons.